# Final de la Copa Colombia 2013
La final de la Copa Colombia 2013 fue una serie de partidos de fútbol disputados los días 13 y 17 de noviembre, con el propósito de definir el campeón de la Copa Colombia en su edición 2013, competición que reúne a todos los equipos profesionales del fútbol colombiano —Categoría Primera A y Categoría Primera B—. Esta última fase del torneo fue disputada por Atlético Nacional, quien eliminó en semifinales a Alianza Petrolera con un global de 3:0, y Millonarios, que superó a Real Cartagena en la fase previa al ganarle 6:1 en el partido de ida y perder el juego de vuelta en Cartagena dos goles a cero. Atlético Nacional como ganador del campeonato obtuvo uno de los cuatro cupos de Colombia para la primera fase de la Copa Sudamericana 2014.
Esta fue la primera ocasión en que Atlético Nacional y Millonarios se encontraron en una final de un campeonato local. El equipo bogotano obtuvo por última vez la Copa Colombia en su edición 2011 cuando le ganó a Boyacá Chicó con un marcador global de 2:0; de igual forma, Atlético Nacional salió victorioso de la Copa Colombia 2012 frente a Deportivo Pasto con, también, un global de 2:0, por lo que el equipo verde fue el campeón defensor de esta edición. Además, representó una final especial por la rivalidad histórica que han acarreado estos dos cuadros desde finales de la década de 1980, hasta el punto de que este encuentro es considerado como el clásico más importante del Fútbol Profesional Colombiano.
El encuentro de ida entre antioqueños y capitalinos se jugó el 13 de noviembre en el estadio Nemesio Camacho El Campín de Bogotá, donde Atlético Nacional llegó al entretiempo con un marcador de 0:2, ventaja que no pudo sostener en el segundo tiempo y Millonarios consiguió la remontada que dio un resultado de empate a dos goles, con el cual dejó abierta la serie. El juego definitorio de la llave se disputó cuatro días después en el estadio Atanasio Girardot y dio un resultado de 1:0 a favor del equipo local, quien con un gol de Juan David Valencia en el primer tiempo logró llevarse la serie con un marcador global de 3:2 y se coronó así campeón por segunda ocasión consecutivamente.

## Llave
| Bandera del departamento de Antioquia | vs. |                 |
| ------------------------------------- | --- | --------------- |
| Atlético Nacional 3 2 1               | vs. | Millonarios 2 0 |

## Estadios
| Medellín                  | Bogotá                            |
| ------------------------- | --------------------------------- |
| Estadio Atanasio Girardot | Estadio Nemesio Camacho El Campín |
| Capacidad: 48 943         | Capacidad: 36 343                 |
|                           |                                   |

## Rivalidad entre los equipos
El encuentro entre Atlético Nacional y Millonarios a lo largo de la historia del fútbol colombiano ha trascendido de ser considerado un partido común hasta ser considerado uno de los clásicos de Colombia. Incluso a ser considerado por algunos medios como el más importante de Colombia, dado que enfrenta a los equipos más ganadores de las dos ciudades más importantes de Colombia: Bogotá y Medellín. La envergadura de este derby es avalada por los numerosos enfrentamientos entre sí, al punto de ser uno de los juegos más veces disputado en la historia del fútbol colombiano; además de que se han enfrentado en casi todas las competiciones que han disputado, incluyendo torneos internacionales como la Copa Libertadores de América, Copa Sudamericana y Copa Merconorte.
Los «verdolagas» y «embajadores» se enfrentaron por primera vez el 3 de octubre de 1948 en el estadio Nemesio Camacho El Campín, casa de Millonarios, en el marco del primer campeonato del Fútbol Profesional Colombiano, el Campeonato colombiano 1948, en un partido que dio como ganador al Atlético Municipal con un marcador de 3:4. En cuanto al historial de partidos, hasta el día 12 de noviembre, indica un balance favorable para Millonarios: en el marco local han jugado 239 partidos oficiales, de los cuales «Los Azules» han ganado 94 partidos, los antioqueños han salido victoriosos en 69 ocasiones y empataron 76 veces; mientras tanto, en el plano internacional se han enfrentado 16 veces: Millonarios ganó 6 juegos, Atlético Nacional triunfó 4 veces y empataron los 6 restantes. De otro lado, la goleada más abultada entre estos dos equipos se dio en el Campeonato colombiano 1951, cuando Millonarios ganó 7:0 el clásico en el municipio de Itagüí, donde Nacional ejerció como local; entretanto, el goleador de este derby, hasta el 12 de noviembre, es Víctor Hugo Aristizabal quien militó para el equipo «verdolaga» y anotó 16 goles.
| Enfrentamientos directos(1)                           | Enfrentamientos directos(1) | Enfrentamientos directos(1) | Enfrentamientos directos(1) | Enfrentamientos directos(1) | Enfrentamientos directos(1) | Enfrentamientos directos(1) | Enfrentamientos directos(1) | Enfrentamientos directos(1) |
| Ámbito                                                | PJ                          | PGN                         | PE                          | PGM                         | GolN                        | GolM                        | DGN                         | DGM                         |
| ----------------------------------------------------- | --------------------------- | --------------------------- | --------------------------- | --------------------------- | --------------------------- | --------------------------- | --------------------------- | --------------------------- |
| Local                                                 | 239                         | 69                          | 76                          | 94                          | 302                         | 369                         | -67                         | 67                          |
| Internacional                                         | 16                          | 4                           | 6                           | 6                           | 14                          | 19                          | -5                          | 5                           |
| Total                                                 | 255                         | 73                          | 82                          | 100                         | 316                         | 388                         | -72                         | 72                          |
| (1)Solo se tienen en cuenta datos previos a la final. |                             |                             |                             |                             |                             |                             |                             |                             |

Aunque en la actualidad este encuentro es ampliamente considerado un derby, en los primeros años de historia del fútbol colombiano era visto como un partido común sin atenuante alguno, dado que aún no se había generado rivalidad alguna entre ambas instituciones. Asimismo, Millonarios en los primeros años del campeonato era el claro dominador y el que ganaba los títulos, mientras que fue hasta la década de 1970 que Atlético Nacional empezó a ganar títulos y codearse con Millonarios. Sin embargo, la rivalidad entre el equipo «paisa» y el capitalino se detonó en la década de 1980, por el regionalismo entre antioqueños y capitalinos, los enfrentamientos entre sí en Copa Libertadores de América y la contienda por cada título colombiano. La serie de partidos que los enfrentó en los cuartos de final de la Copa Libertadores 1989 fue causante de acentuar la rivalidad ya existente entre ambos equipos; en aquella serie, el partido de ida culminó 1:0 a favor de Atlético Nacional en el estadio Atanasio Girardot por lo que para el partido de vuelta Millonarios estaba obligado a ganar para avanzar a semifinales. En una época en la que el narcotráfico en Colombia se inmiscuía en el fútbol sobornando árbitros y otorgando dinero ilegal a los equipos, con Pablo Escobar que apoyaba a los equipos antioqueños y  Gonzalo Rodríguez Gacha incondicional de Millonarios, el árbitro del partido —el chileno Hernán Silva— a priori tendría un rol relevante que finalmente tomó; cuando transcurría el minuto 67 en el El Campín y Millonarios ganaba 1:0 —empatando así la serie—, el arquero del equipo verde, René Higuita, cometió un claro penal sobre el jugador «embajador» Arnoldo Iguarán que el árbitro chileno no cobró, suceso que despertó ira en los jugadores azules e intentaron agredir al juez central al término del partido. El partido finalizó 2:2 y el global 3:2, marcador con el que Atlético Nacional clasificó a semifinales y posteriormente fue campeón frente a Olimpia de Paraguay, el juez chileno fue blanco de críticas que acusaban su mal arbitraje por un tema extradeportivo relacionado con el narcotráfico y la rivalidad entre azules y verdes se acrecentó en un derby que se mantiene en la actualidad.

## Antecedentes

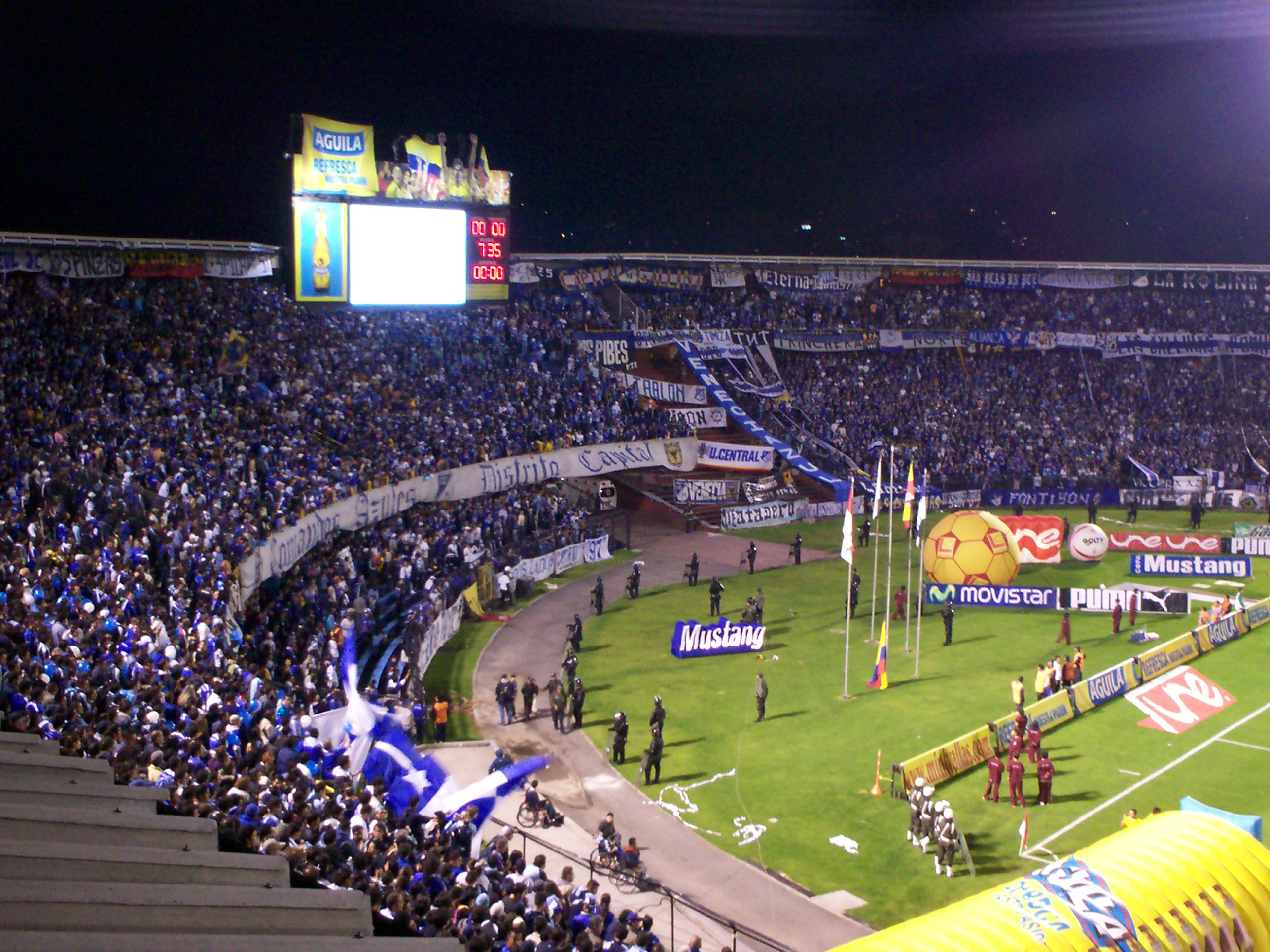
Hinchada de Millonarios.

Anteriormente, en el año 2013 ambos equipos se enfrentaron en dos ocasiones (las dos por liga), en el torneo Apertura 2013 y el torneo Finalización 2013, estos dos partidos dieron un saldo de dos triunfos para Atlético Nacional. El primero de estos dos juegos, se disputó en territorio antioqueño, el 16 de abril en el estadio Atanasio Girardot; en tal encuentro, los «verdolagas» triunfaron dos goles a uno, para Atlético Nacional marcaron John Pajoy y Sherman Cárdenas, mientras que Harrison Otálvaro hizo el tanto de Millonarios. De igual manera, el 8 de octubre en el segundo encuentro que los midió, jugado en el Nemesio Camacho El Campín de la capital colombiana, dio un marcador 0:2 favorable a Atlético Nacional, quien con goles de Francisco Nájera y Juan David Valencia se alzó con el triunfo.
En cuanto a enfrentamientos en fases de eliminación directa, solo se han podido encontrar cuatro veces, todas en campeonatos a nivel internacional: una de ellas en la Copa Libertadores de América de 1989, nuevamente en la Copa Libertadores pero en 1995, otra vez por Copa Merconorte en el año 2000 y la última por Copa Sudamericana en la edición de 2007. Sin embargo, esta significó la primera oportunidad en la que se encontraron en una final a ida y vuelta de un campeonato local, puesto que la única final que los había enfrentado fue en Copa Merconorte.
En la Copa Libertadores 1989 se midieron por los cuartos de final de tal campeonato. En el partido de ida, el 19 de abril, Atlético Nacional venció en condición de local a su rival con un gol de Albeiro Usuriaga que selló el 1:0. Para el partido de vuelta jugado el 26 de abril en el estadio Nemesio Camacho El Campín, empataron en un controvertido encuentro con un resultado de uno a uno —Carlos Estrada marcó para Millonarios y John Jairo Tréllez sentenció el empate—. Con estos marcadores, el resultado global fue 2:1 para Atlético Nacional que avanzó a cuartos de final y a la postre fue campeón del torneo.

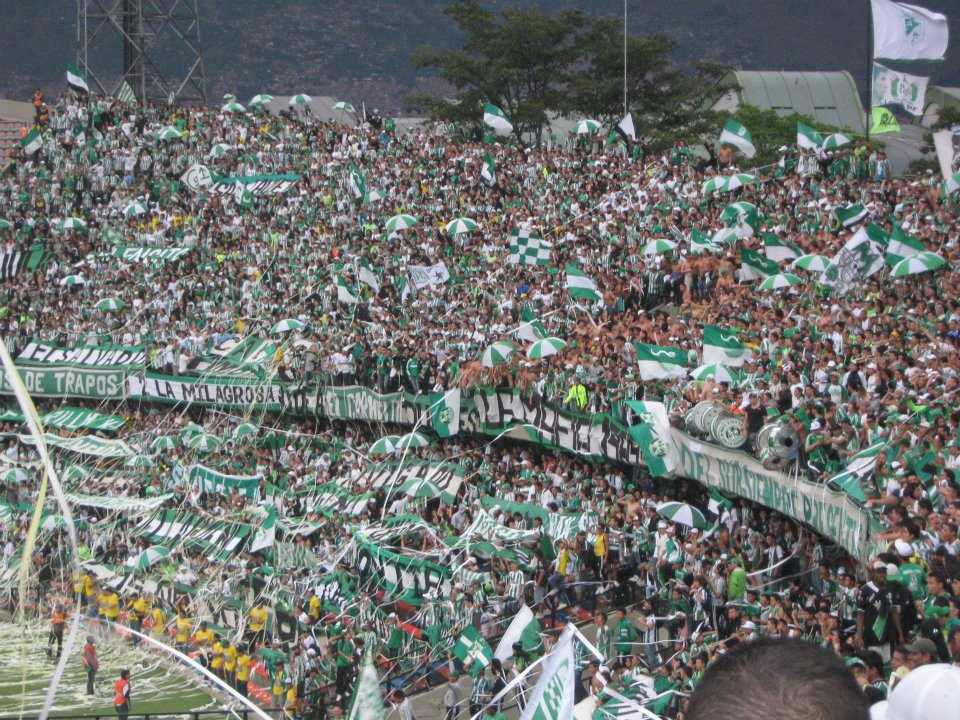
Hinchada de Atlético Nacional.

En 1995, nuevamente en competición internacional, se enfrentaron por segunda vez en los cuartos de final de la Copa Libertadores. El partido de ida se disputó el 26 de julio y culminó dos a uno a favor del «verde», con goles de Jaime Arango y Víctor Aristizábal para Atlético Nacional, y de Arnoldo Iguarán para el equipo bogotano. Una semana después, el 2 de agosto, se jugó el segundo partido que terminó con empate a uno gracias a los goles de Freddy León para el club «embajador» y de Mauricio Serna para el equipo «paisa». De esta forma, la serie finalizó 3:2 para Atlético Nacional quien avanzó hasta la final y quedó subcampeón contra Grêmio.
La única final entre ambos, la habían disputado por ocasión de la Copa Merconorte 2000; Atlético Nacional eliminó a Chivas de Guadalajara para llegar a tal instancia, mientras que Millonarios venció a C.S. Emelec para avanzar a la final. Esta fase definitiva se empezó a pugnar el 2 de noviembre en Bogotá, donde se jugó el partido de ida ante 30 000 espectadores que presenciaron un 0:0. El 9 de noviembre en el partido de vuelta jugado en el Atanasio Girardot, Atlético Nacional se coronó campeón, tras romper el empate global con un marcador de dos goles a uno gracias a las anotaciones de Tressor Moreno y Víctor Aristizábal; para Millonarios descontó Javier Jiménez.
El último de estos cuatro enfrentamientos directos de eliminación directa se jugó en el año 2007 por los dieciséisavos de final de la Copa Sudamericana de ese año. El primero de los dos partidos se llevó a cabo en el Atanasio Girardot, el día 5 de septiembre, culminó 2:3 a favor del equipo bogotano con tantos de Jonathan Estrada y Ricardo Ciciliano —en dos oportunidades—, mientras que para Atlético Nacional marcaron Víctor Aristizábal y Aldo Ramírez. El juego de vuelta culminado 0:0 en El Campín, dio como vencedor de la serie a Millonarios que con un 3:2 global avanzó a los octavos de final de tal campeonato.

## Camino a la final

### Fase de grupos regionales
En la fase de grupos regionales los equipos participantes se dividieron en seis grupos de seis equipos cada uno, ubicados geográficamente. En cada grupo se disputaron diez fechas, puesto que se jugó con el sistema de todos contra todos a ida y vuelta. Atlético Nacional, que fue ubicado en el grupo B, culminó su participación en esta fase como líder con 19 puntos, producto de seis triunfos, un empate y tres derrotas. De igual modo, Millonarios también fue líder de su grupo, el D, con veinte puntos, resultado de cinco triunfos y cinco empates. Además, ambos clubes se clasificaron anticipadamente a los octavos de final: los «verdolagas» en la sexta fecha con cuatro partidos de anticipación y los «embajadores» en la penúltima jornada.
| \| Pos. \| Equipo \| PJ \| PG \| PE \| PP \| GF \| GC \| Dif. \| Pts. \| \| ---- \| ---------------------- \| -- \| -- \| -- \| -- \| -- \| -- \| ---- \| ---- \| \| 1. \| Atlético Nacional \| 10 \| 6 \| 1 \| 3 \| 18 \| 9 \| 9 \| 19 \| \| 2. \| Independiente Medellín \| 10 \| 4 \| 3 \| 3 \| 12 \| 12 \| 0 \| 15 \| \| 3. \| Deportivo Rionegro \| 10 \| 3 \| 5 \| 2 \| 10 \| 9 \| 1 \| 14 \| \| 4. \| Itagüí F. C. \| 10 \| 4 \| 2 \| 4 \| 8 \| 11 \| -3 \| 14 \| \| 5. \| Envigado F. C. \| 10 \| 2 \| 4 \| 4 \| 9 \| 11 \| -2 \| 10 \| \| 6. \| Jaguares \| 10 \| 1 \| 5 \| 4 \| 9 \| 14 \| -5 \| 8 \| |                        |    |    |    |    |    |    |      |      |
| Pos. | Equipo                 | PJ | PG | PE | PP | GF | GC | Dif. | Pts. |
| 1. | Atlético Nacional      | 10 | 6  | 1  | 3  | 18 | 9  | 9    | 19   |
| 2. | Independiente Medellín | 10 | 4  | 3  | 3  | 12 | 12 | 0    | 15   |
| 3. | Deportivo Rionegro     | 10 | 3  | 5  | 2  | 10 | 9  | 1    | 14   |
| 4. | Itagüí F. C.           | 10 | 4  | 2  | 4  | 8  | 11 | -3   | 14   |
| 5. | Envigado F. C.         | 10 | 2  | 4  | 4  | 9  | 11 | -2   | 10   |
| 6. | Jaguares               | 10 | 1  | 5  | 4  | 9  | 14 | -5   | 8    |

Atlético Nacional se ubicó en el grupo B junto a otros cinco equipos de su región: Deportivo Rionegro, Envigado F. C., Independiente Medellín (con quien juega el Clásico Paisa), Itagüí F. C., de Antioquia y Jaguares, el único del departamento de Córdoba. En su partido inicial en el torneo, el 13 de febrero, enfrentó a Itagüí F.C. en condición de local y ganó con un holgado resultado de cuatro goles a cero con goles de Juan Pablo Ángel, John Pajoy, Luis Fernando Mosquera y Fernando Uribe; casi un mes después visitó a Jaguares en el Municipal de Montería donde obtuvo un empate 1:1 con gol de Sebastián Pérez. El 13 de marzo, en la tercera fecha, el equipo «verdolaga» se enfrentó a su rival de patio en el Clásico Paisa, un partido en el que Atlético Nacional goleó a Independiente Medellín 5:2 con anotaciones de Sherman Cárdenas —dos veces—, John Pajoy, Fernando Uribe y Sebastián Pérez. Siete días después visitó a Envigado F.C. en el Polideportivo Sur, donde consiguió una victoria con gol de Jhon Pajoy y se mantuvo líder de su grupo. Posteriormente, en un partido disputado por la quinta fecha del grupo B, el equipo verde ganó 3:1 como local frente a Deportivo Rionegro con un triplete de anotaciones de Jefferson Duque. El 24 de abril enfrentó por segunda ocasión a Itagüí F.C., esta vez como visitante, en el estadio Metropolitano Ciudad de Itagüí y obtuvo un cero a dos a su favor gracias a los goles de Francisco Nájera y Félix Micolta; con este marcador, en su momento, llegó a 16 puntos, se mantuvo como líder del grupo y se clasificó anticipadamente a los octavos de final. Una vez clasificado, Nacional consiguió su sexto triunfo —quinto consecutivo— al ganarle en casa al equipo cordobés, Jaguares, con anotaciones de Fernando Uribe y Óscar Murillo que sellaron un dos goles a cero. A posteriori disputó una vez más el derby regional frente a Independiente Medellín, encuentro en el que cayó dos goles a cero y perdió un invicto de 22 partidos en Copa Colombia; no obstante, el «verdolaga» mantuvo el liderato del grupo. Igualmente, en los últimos dos partidos sufrió dos derrotas: el 22 de mayo como local frente a Envigado F.C. (0:1) y siete días después en la última fecha frente a Deportivo Rionegro en el estadio Alberto Grisales con un marcador de 2:0, para así terminar de líder de su grupo.
| \| Pos. \| Equipo \| PJ \| PG \| PE \| PP \| GF \| GC \| Dif. \| Pts. \| \| ---- \| ------------ \| -- \| -- \| -- \| -- \| -- \| -- \| ---- \| ---- \| \| 1. \| Millonarios \| 10 \| 5 \| 5 \| 0 \| 21 \| 10 \| 11 \| 20 \| \| 2. \| Santa Fe \| 10 \| 3 \| 6 \| 1 \| 10 \| 8 \| 2 \| 15 \| \| 3. \| Llaneros \| 10 \| 4 \| 3 \| 3 \| 9 \| 11 \| -2 \| 15 \| \| 4. \| Expreso Rojo \| 10 \| 4 \| 2 \| 4 \| 10 \| 12 \| -2 \| 14 \| \| 5. \| La Equidad \| 10 \| 3 \| 3 \| 4 \| 9 \| 9 \| 0 \| 12 \| \| 6. \| Bogotá F. C. \| 10 \| 0 \| 3 \| 7 \| 8 \| 17 \| -9 \| 3 \| |              |    |    |    |    |    |    |      |      |
| Pos. | Equipo       | PJ | PG | PE | PP | GF | GC | Dif. | Pts. |
| 1. | Millonarios  | 10 | 5  | 5  | 0  | 21 | 10 | 11   | 20   |
| 2. | Santa Fe     | 10 | 3  | 6  | 1  | 10 | 8  | 2    | 15   |
| 3. | Llaneros     | 10 | 4  | 3  | 3  | 9  | 11 | -2   | 15   |
| 4. | Expreso Rojo | 10 | 4  | 2  | 4  | 10 | 12 | -2   | 14   |
| 5. | La Equidad   | 10 | 3  | 3  | 4  | 9  | 9  | 0    | 12   |
| 6. | Bogotá F. C. | 10 | 0  | 3  | 7  | 8  | 17 | -9   | 3    |

De otro lado, Millonarios disputó esta fase en el grupo D, en el cual disputó con Bogotá F. C., La Equidad y Santa Fe —su rival en el Clásico bogotano—, de Bogotá; Expreso Rojo de Cundinamarca y Llaneros de Meta. El equipo «embajador» jugó su primer encuentro del torneo en condición de local, el 13 de febrero, cuando goleó a Expreso Rojo cinco goles a uno; los tantos fueron hechos por Luis Mosquera (tres veces), Yuber Asprilla y Erik Moreno. La competición se reanudó el 7 de marzo y Millonarios, en su segundo enfrentamiento, esta vez versus Bogotá F.C., acumuló su segundo triunfo; con goles de Yuber Asprilla —en dos ocasiones— y Jorge Perlaza ganó 1:3 en condición de visitante en el estadio Metropolitano de Techo. Ulteriormente, vinieron dos empates consecutivos para «Millos»: seis días después del triunfo sobre Bogotá F.C., se midió a Santa Fe en el Clásico bogotano en un partido que finalizó empatado a un gol, gracias a José Luis Tancredi que marcó para «Los Azules»; y el 21 de marzo se dio el otro empate, frente al metense Llaneros en el Manuel Calle Lombana de Villavicencio, con idéntico marcador (1:1) y gol de Yuber Asprilla. Tras estos resultados, Millonarios se mantuvo líder de su grupo. Frente a La Equidad, el 24 de abril, disputó la fecha cinco de esta fase, en un juego en el que volvió al triunfo, y como visitante, al ganar uno a dos en el Metropolitano de Techo con goles de Erik Moreno e Ignacio Ithurralde y siguió en el liderato de su grupo aunque compartiéndolo con Santa Fe. Tras este triunfo, nuevamente llegó una serie consecutiva de empates para Millonarios, esta vez fueron tres. El 2 de mayo por la séptima fecha jugó frente a Bogotá F.C. como local y con goles de Freddy Montero, en dos ocasiones, finalizaron 2:2; luego, seis días después, se enfrentó nuevamente en el derby bogotano a Santa Fe y, como en el anterior clásico, quedaron uno a uno con un tanto de Wason Rentería para los «embajadores»; y el tercer empate se dio en un partido aplazado de la sexta fecha, frente a Expreso Rojo en el estadio Jorge Torres Rocha de Facatativá, en el que culminaron cero a cero. Posteriormente, por la novena jornada, el 22 de mayo, se midieron en el Nemesio Camacho El Campín frente a Llaneros y golearon cuatro a uno al equipo metense, con goles de Wason Rentería (dos veces), Dahwling Leudo y Cristhian Alarcón; de manera que con esta victoria, Millonarios se clasificó anticipadamente a la siguiente fase. Una semana después de haber clasificado, Millonarios cerró su participación en la fase de grupos regionales enfrentando a La Equidad en condición de local y obtuvo un triunfo 2:1 con goles de Wason Rentería, resultado con el que finalizó líder del grupo D con veinte puntos.

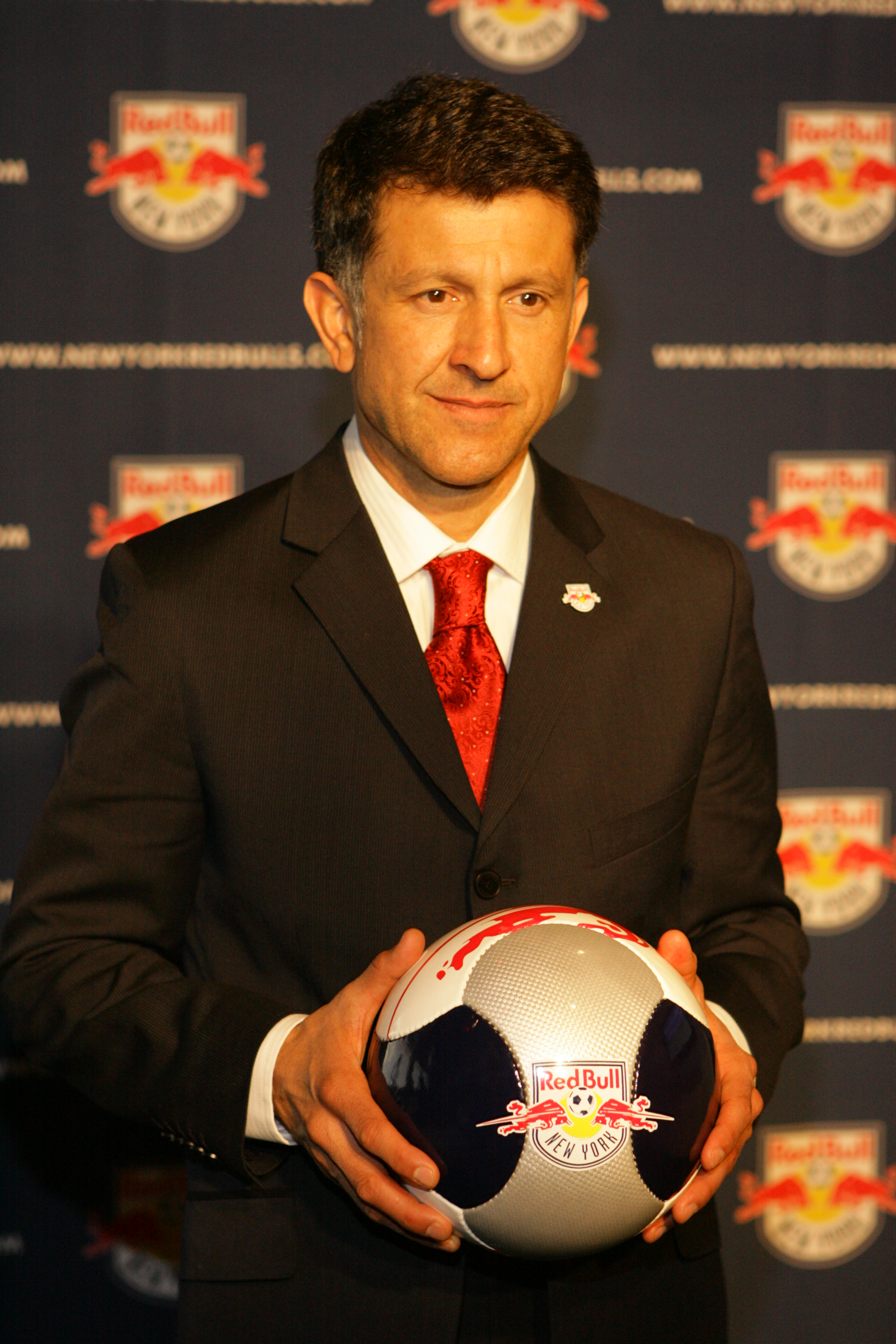
Juan Carlos Osorio, director técnico de Atlético Nacional.

### Fases de eliminación directa

#### Octavos de final
En los octavos de final, al primero del grupo B, Atlético Nacional, le correspondió disputar la llave con el mejor tercero tres, Deportivo Pasto; mientras tanto, Millonarios debió definir la serie con el mejor tercero uno, Junior. Esta fase se jugó a series de partidos de ida y vuelta, en donde el mejor ubicado en la tabla general tuvo el derecho de jugar el partido de vuelta como local.
El equipo «verdolaga» en el partido de ida tuvo que visitar a Pasto en el estadio Departamental Libertad el día 14 de agosto, en un juego que dio como ganador a Atlético Nacional con un holgado resultado en tierra nariñense de cero goles a tres con tantos de Fernando Uribe, quien marcó en dos oportunidades, y Elkin Calle que marcó el tercer gol. Tras la buena ventaja sacada en San Juan de Pasto, tres semanas después disputó el encuentro definitorio en su casa, el estadio Atanasio Girardot, en donde confirmó lo hecho en la ida y ganó uno a cero gracias a una anotación del delantero Juan Pablo Ángel, y de esta forma clasificó a la siguiente fase.
Por su parte, Millonarios disputó el encuentro de ida el 7 de agosto en condición de visitante en el Metropolitano Roberto Meléndez y perdió dos goles a cero frente al equipo atlanticense. En el partido de vuelta jugado el 14 de agosto en El Campín, los «embajadores» pudieron darle vuelta al marcador adverso y consiguieron un 2:0 con el que empataron la serie, con goles de los delanteros Dayro Moreno y Erik Moreno; sin embargo, tras el empate a dos goles en el marcador global, tuvieron que implementarse los tiros desde el punto penal como método de desempate, en los cuales ganó Millonarios tres a cero y avanzó a cuartos de final.

#### Cuartos de final
En esta fase, a Atlético Nacional le correspondió medirse en la serie de partidos con Deportes Quindío, de Quindío, que eliminó en octavos de final a Independiente Medellín con un global de 3:1. La llave empezó el 11 de septiembre con el equipo «verdolaga» como visitante en el estadio Centenario de Armenia de Armenia, allí consiguieron un triunfo cero a uno, a través de una anotación del delantero Jefferson Duque al minuto treinta. Igualmente, en el partido de vuelta que se jugó una semana después, el 17 de septiembre, Atlético Nacional ganó en condición de local uno a cero con un gol de Orlando Berrío. De esta forma, el equipo «verde» clasificó a las semifinales con un marcador global de 2:0.
Por su parte, Millonarios debió enfrentarse al cundinamarqués Fortaleza de la Categoría Primera B en esta fase, equipo que en la anterior fase eliminó al América de Cali —también de la Categoría Primera B— con un marcador global de cinco a uno. En el partido de ida en el que, aunque se jugó en el estadio Nemesio Camacho El Campín, ejerció como visitante Millonarios se disputó el 11 de septiembre y dio como ganador al equipo visitante por un marcador de 1:3, con goles de Harrison Otálvaro, Dayro Moreno y Wason Rentería (de tiro desde el punto penal) para los «embajadores». Sin embargo, en el segundo juego de la serie disputado el 18 de septiembre, Fortaleza ganó a Millonarios como visitante con idéntico marcador (1:3) —para Millonarios marcó Wason Rentería— y, debido al empate global (4:4), forzó los tiros desde el punto penal, en donde el equipo «azul» salió victorioso con un marcador de cinco a cuatro y así avanzó a la siguiente fase.

#### Semifinales
A Atlético Nacional le correspondió jugar la penúltima fase del torneo frente al santandereano Alianza Petrolera, quien enfrentaba al equipo «verdolaga» tras eliminar a Deportes Tolima en los tiros desde el punto penal por 5:4 (empataron a dos goles en el global). El día 10 de octubre se llevó a cabo el encuentro de ida en el estadio Álvaro Gómez Hurtado de Floridablanca, Santander y, ante la presencia de cerca de 4500 espectadores, Atlético Nacional sacó un triunfo de visitante cero goles a dos, con anotaciones de los delanteros Juan Pablo Ángel y Fernando Uribe —de tiro penal—. Seis días después, en el juego de vuelta con el equipo «paisa» como local, Atlético Nacional repitió triunfo pero esta vez con un marcador de uno a cero con gol de John Pajoy de penalti, resultado con el cual sumaron un global de 3:0 para clasificar de esta manera a la final del torneo.
A su vez, el equipo «embajador» tuvo que disputar esta serie con su similar bolivarense, el club Real Cartagena, que en la fase anterior eliminó al Deportivo Cali con un tanteador global de cinco anotaciones a tres. El juego de ida, disputado el 13 de octubre en el estadio Nemesio Camacho El Campín, dio como ganador a Millonarios con un lapidario seis goles a uno que lo acercó en demasía a la final, los goles del cuadro «azul» fueron obra de Dayro Moreno y Erick Moreno, en tres y dos ocasiones, respectivamente; la otra anotación fue de Rafael Robayo. En el partido de vuelta jugado tres días después en el Olímpico Jaime Morón León de Cartagena de Indias, Real Cartagena se impuso con un resultado de 2:0. No obstante, Millonarios se clasificó con un marcador global de seis goles a tres y de esta forma llegó a la final del certamen.

### Estadísticas previas
A continuación se encuentra tabulada la estadística de Atlético Nacional y Millonarios en las fases previas a la final: fase de grupos regionales, octavos de final, cuartos de final, octavos de final y semifinales. De la siguiente forma:
| Equipos           | PJ | PG | PE | PP | GF | GC | Dif. | Pts. | Rend.  |
| ----------------- | -- | -- | -- | -- | -- | -- | ---- | ---- | ------ |
| Atlético Nacional | 16 | 12 | 1  | 3  | 27 | 9  | 18   | 37   | 77,1 % |
| Millonarios       | 16 | 8  | 5  | 3  | 33 | 19 | 14   | 29   | 60,4 % |

## Resultados previos

### Atlético Nacional
| Fecha                                                                    | Fase                   | Estadio                                   | Local                  | Resultado | Visitante              |
| ------------------------------------------------------------------------ | ---------------------- | ----------------------------------------- | ---------------------- | --------- | ---------------------- |
| 13 de febrero                                                            | Fase de grupos Grupo B | Atanasio Girardot, Medellín               | Atlético Nacional      | 4 : 0     | Itagüí F. C.           |
| 6 de marzo                                                               | Fase de grupos Grupo B | Municipal de Montería, Montería           | Jaguares               | 1 : 1     | Atlético Nacional      |
| 13 de marzo                                                              | Fase de grupos Grupo B | Atanasio Girardot, Medellín               | Atlético Nacional      | 5 : 2     | Independiente Medellín |
| 20 de marzo                                                              | Fase de grupos Grupo B | Polideportivo Sur, Envigado               | Envigado F. C.         | 0 : 1     | Atlético Nacional      |
| 9 de abril                                                               | Fase de grupos Grupo B | Atanasio Girardot, Medellín               | Atlético Nacional      | 3 : 1     | Deportivo Rionegro     |
| 24 de abril                                                              | Fase de grupos Grupo B | Metropolitano Ciudad de Itagüí, Itagüí    | Itagüí F. C.           | 0 : 2     | Atlético Nacional      |
| 1 de mayo                                                                | Fase de grupos Grupo B | Atanasio Girardot, Medellín               | Atlético Nacional      | 2 : 0     | Jaguares               |
| 15 de mayo                                                               | Fase de grupos Grupo B | Atanasio Girardot, Medellín               | Independiente Medellín | 2 : 0     | Atlético Nacional      |
| 22 de mayo                                                               | Fase de grupos Grupo B | Atanasio Girardot, Medellín               | Atlético Nacional      | 0 : 1     | Envigado F. C.         |
| 29 de mayo                                                               | Fase de grupos Grupo B | Alberto Grisales, Rionegro                | Deportivo Rionegro     | 2 : 0     | Atlético Nacional      |
| Atlético Nacional avanzó de fase como primero de su grupo con 19 puntos. |                        |                                           |                        |           |                        |
| 14 de agosto                                                             | Octavos de final       | Departamental Libertad, San Juan de Pasto | Deportivo Pasto        | 0 : 3     | Atlético Nacional      |
| 4 de septiembre                                                          | Octavos de final       | Atanasio Girardot, Medellín               | Atlético Nacional      | 1 : 0     | Deportivo Pasto        |
| Atlético Nacional avanzó de fase con un resultado global de 4:0.         |                        |                                           |                        |           |                        |
| 11 de septiembre                                                         | Cuartos de final       | Centenario de Armenia, Armenia            | Deportes Quindío       | 0 : 1     | Atlético Nacional      |
| 17 de septiembre                                                         | Cuartos de final       | Atanasio Girardot, Medellín               | Atlético Nacional      | 1 : 0     | Deportes Quindío       |
| Atlético Nacional avanzó de fase con un resultado global de 2:0.         |                        |                                           |                        |           |                        |
| 10 de octubre                                                            | Semifinales            | Álvaro Gómez Hurtado, Floridablanca       | Alianza Petrolera      | 0 : 2     | Atlético Nacional      |
| 16 de octubre                                                            | Semifinales            | Atanasio Girardot, Medellín               | Atlético Nacional      | 1 : 0     | Alianza Petrolera      |
| Atlético Nacional avanzó a la final del torneo con un global de 3:0.     |                        |                                           |                        |           |                        |

|  |                               |
|  | Triunfo de Atlético Nacional. |
|  | Empate.                       |
|  | Derrota de Atlético Nacional. |

### Millonarios
| Fecha | Fase                   | Estadio                                      | Local          | Resultado | Visitante      |
| --- | ---------------------- | -------------------------------------------- | -------------- | --------- | -------------- |
| 13 de febrero | Fase de grupos Grupo D | Nemesio Camacho El Campín, Bogotá            | Millonarios    | 5 : 1     | Expreso Rojo   |
| 7 de marzo | Fase de grupos Grupo D | Metropolitano de Techo, Bogotá               | Bogotá F. C.   | 1 : 3     | Millonarios    |
| 13 de marzo | Fase de grupos Grupo D | Nemesio Camacho El Campín, Bogotá            | Millonarios    | 1 : 1     | Santa Fe       |
| 21 de marzo | Fase de grupos Grupo D | Manuel Calle Lombana, Villavicencio          | Llaneros       | 1 : 1     | Millonarios    |
| 24 de abril | Fase de grupos Grupo D | Metropolitano de Techo, Bogotá               | La Equidad     | 1 : 2     | Millonarios    |
| 2 de mayo | Fase de grupos Grupo D | Nemesio Camacho El Campín, Bogotá            | Millonarios    | 2 : 2     | Bogotá F. C.   |
| 8 de mayo | Fase de grupos Grupo D | Nemesio Camacho El Campín, Bogotá            | Santa Fe       | 1 : 1     | Millonarios    |
| 15 de mayo | Fase de grupos Grupo D | Jorge Torres Rocha, Facatativá               | Expreso Rojo   | 0 : 0     | Millonarios    |
| 22 de mayo | Fase de grupos Grupo D | Nemesio Camacho El Campín, Bogotá            | Millonarios    | 4 : 1     | Llaneros       |
| 29 de mayo | Fase de grupos Grupo D | Nemesio Camacho El Campín, Bogotá            | Millonarios    | 2 : 1     | La Equidad     |
| Millonarios avanzó de fase como primero de su grupo con 20 puntos.                                                    |                        |                                              |                |           |                |
| 7 de agosto | Octavos de final       | Metropolitano Roberto Meléndez, Barranquilla | Junior         | 2 : 0     | Millonarios    |
| 14 de agosto | Octavos de final       | Nemesio Camacho El Campín, Bogotá            | Millonarios    | 2 : 0     | Junior         |
| Millonarios avanzó de fase tras empatar 2:2 en el resultado global y ganar 3:0 en la tanda de penales.                |                        |                                              |                |           |                |
| 11 de septiembre | Cuartos de final       | Nemesio Camacho El Campín, Bogotá            | Fortaleza      | 1 : 3     | Millonarios    |
| 18 de septiembre | Cuartos de final       | Nemesio Camacho El Campín, Bogotá            | Millonarios    | 1 : 3     | Fortaleza      |
| Millonarios empató 4:4 en el resultado global y accedió a semifinales al ganar 5:4 en los tiros desde el punto penal. |                        |                                              |                |           |                |
| 13 de octubre | Semifinales            | Nemesio Camacho El Campín, Bogotá            | Millonarios    | 6 : 1     | Real Cartagena |
| 16 de octubre | Semifinales            | Olímpico Jaime Morón León, Cartagena         | Real Cartagena | 2 : 0     | Millonarios    |
| Millonarios avanzó a la final de la copa con un global de 6:3.                                                        |                        |                                              |                |           |                |

|  |                         |
|  | Triunfo de Millonarios. |
|  | Empate.                 |
|  | Derrota de Millonarios. |

## Partidos

### Partido de ida
| 31         | POR        | Luis Delgado      |     |
| 2          | DEF        | Román Torres      |     |
| 3          | DEF        | Anderson Zapata   |     |
| 23         | DEF        | Lewis Ochoa       |     |
| 28         | DEF        | Álex Díaz         | 69' |
| 30         | MED        | Yhonny Ramírez    |     |
| 8          | MED        | Rafael Robayo     |     |
| 20         | MED        | Harrison Otálvaro |     |
| 10         | MED        | Mayer Candelo     |     |
| 18         | DEL        | Wason Rentería    | 82' |
| 17         | DEL        | Dayro Moreno      |     |
| Entrenador | Entrenador | Hernán Torres     |     |

| 34         | POR        | Franco Armani      |     |
| 23         | DEF        | Diego Peralta      |     |
| 3          | DEF        | Óscar Murillo      |     |
| 24         | DEF        | Daniel Bocanegra   |     |
| 4          | DEF        | Elkin Calle        |     |
| 8          | MED        | Diego Arias        | 67' |
| 20         | MED        | Alejandro Bernal   |     |
| 7          | MED        | Sherman Cárdenas   |     |
| 19         | MED        | Farid Díaz         |     |
| 11         | DEL        | Fernando Uribe     | 60' |
| 17         | DEL        | Jefferson Duque    | 46' |
| Entrenador | Entrenador | Juan Carlos Osorio |     |

| 22 | DEL | Yuber Asprilla | 69' |
| 15 | DEL | Erik Moreno    | 82' |

| 6  | MED | Juan David Valencia | 46' |
| 28 | DEL | Orlando Berrío      | 60' |
| 21 | MED | Jhon Valoy          | 67' |

| Anotado | 60' | Román Torres   | 1-2 |
| Anotado | 76' | Yuber Asprilla | 2-2 |

| Anotado | 17' | Sherman Cárdenas | 0-1 |
| Anotado | 45' | Jefferson Duque  | 0-2 |

| Amonestado | 25' | Álex Díaz    |
| Amonestado | 83' | Román Torres |

| Amonestado | 26' | Diego Arias   |
| Amonestado | 37' | Franco Armani |

| Árbitro             | Luis Sánchez   |
| Árbitros asistentes | Rafael Rivas   |
| Árbitros asistentes | Wilmar Navarro |
| Cuarto árbitro      | Juan Gamarra   |

| 31         | POR        | Luis Delgado      |     |
| 2          | DEF        | Román Torres      |     |
| 3          | DEF        | Anderson Zapata   |     |
| 23         | DEF        | Lewis Ochoa       |     |
| 28         | DEF        | Álex Díaz         | 69' |
| 30         | MED        | Yhonny Ramírez    |     |
| 8          | MED        | Rafael Robayo     |     |
| 20         | MED        | Harrison Otálvaro |     |
| 10         | MED        | Mayer Candelo     |     |
| 18         | DEL        | Wason Rentería    | 82' |
| 17         | DEL        | Dayro Moreno      |     |
| Entrenador | Entrenador | Hernán Torres     |     |

| 34         | POR        | Franco Armani      |     |
| 23         | DEF        | Diego Peralta      |     |
| 3          | DEF        | Óscar Murillo      |     |
| 24         | DEF        | Daniel Bocanegra   |     |
| 4          | DEF        | Elkin Calle        |     |
| 8          | MED        | Diego Arias        | 67' |
| 20         | MED        | Alejandro Bernal   |     |
| 7          | MED        | Sherman Cárdenas   |     |
| 19         | MED        | Farid Díaz         |     |
| 11         | DEL        | Fernando Uribe     | 60' |
| 17         | DEL        | Jefferson Duque    | 46' |
| Entrenador | Entrenador | Juan Carlos Osorio |     |

| 22 | DEL | Yuber Asprilla | 69' |
| 15 | DEL | Erik Moreno    | 82' |

| 6  | MED | Juan David Valencia | 46' |
| 28 | DEL | Orlando Berrío      | 60' |
| 21 | MED | Jhon Valoy          | 67' |

| Anotado | 60' | Román Torres   | 1-2 |
| Anotado | 76' | Yuber Asprilla | 2-2 |

| Anotado | 17' | Sherman Cárdenas | 0-1 |
| Anotado | 45' | Jefferson Duque  | 0-2 |

| Amonestado | 25' | Álex Díaz    |
| Amonestado | 83' | Román Torres |

| Amonestado | 26' | Diego Arias   |
| Amonestado | 37' | Franco Armani |

| Árbitro             | Luis Sánchez   |
| Árbitros asistentes | Rafael Rivas   |
| Árbitros asistentes | Wilmar Navarro |
| Cuarto árbitro      | Juan Gamarra   |

| Alineaciones iniciales |

### Partido de vuelta
| 34         | POR        | «Neco» Martínez     |     |
| 23         | DEF        | Diego Peralta       |     |
| 12         | DEF        | Alexis Henríquez    |     |
| 3          | DEF        | Óscar Murillo       |     |
| 24         | DEF        | Daniel Bocanegra    |     |
| 14         | MED        | Sebastián Pérez     | 74' |
| 20         | MED        | Alejandro Bernal    |     |
| 7          | MED        | Sherman Cárdenas    |     |
| 6          | MED        | Juan David Valencia |     |
| 11         | DEL        | Fernando Uribe      | 56' |
| 17         | DEL        | Jefferson Duque     | 79' |
| Entrenador | Entrenador | Juan Carlos Osorio  |     |

| 31         | POR        | Luis Delgado    |     |
| 5          | DEF        | Andrés Cadavid  |     |
| 3          | DEF        | Anderson Zapata |     |
| 23         | DEF        | Lewis Ochoa     |     |
| 28         | DEF        | Álex Díaz       |     |
| 25         | MED        | Elkin Blanco    | 46' |
| 8          | MED        | Rafael Robayo   | 84' |
| 30         | MED        | Yhonny Ramírez  |     |
| 11         | MED        | Dahwling Leudo  | 70' |
| 10         | MED        | Mayer Candelo   |     |
| 17         | DEL        | Dayro Moreno    |     |
| Entrenador | Entrenador | Hernán Torres   |     |

| 21 | MED | Jhon Valoy    | 56' |
| 19 | MED | Farid Díaz    | 74' |
| 18 | DEL | Wilder Guisao | 79' |

| 18 | DEL | Wason Rentería    | 46' |
| 20 | MED | Harrison Otálvaro | 70' |
| 22 | DEL | Yuber Asprilla    | 84' |

| Anotado | 35' | Juan David Valencia | 1-0 |

| Amonestado | 28'   | Alejandro Bernal |
| Amonestado | 58'   | Alexis Henríquez |
| Amonestado | 81'   | Sherman Cárdenas |
| Amonestado | 90'+1 | «Neco» Martínez  |

| Amonestado | 16' | Yhonny Ramírez |
| Amonestado | 34' | Elkin Blanco   |
| Amonestado | 83' | Rafael Robayo  |

| Árbitro             | Ímer Machado     |
| Árbitros asistentes | Humberto Clavijo |
| Árbitros asistentes | Alexander Guzmán |
| Cuarto árbitro      | Juan Pontón      |

| 34         | POR        | «Neco» Martínez     |     |
| 23         | DEF        | Diego Peralta       |     |
| 12         | DEF        | Alexis Henríquez    |     |
| 3          | DEF        | Óscar Murillo       |     |
| 24         | DEF        | Daniel Bocanegra    |     |
| 14         | MED        | Sebastián Pérez     | 74' |
| 20         | MED        | Alejandro Bernal    |     |
| 7          | MED        | Sherman Cárdenas    |     |
| 6          | MED        | Juan David Valencia |     |
| 11         | DEL        | Fernando Uribe      | 56' |
| 17         | DEL        | Jefferson Duque     | 79' |
| Entrenador | Entrenador | Juan Carlos Osorio  |     |

| 31         | POR        | Luis Delgado    |     |
| 5          | DEF        | Andrés Cadavid  |     |
| 3          | DEF        | Anderson Zapata |     |
| 23         | DEF        | Lewis Ochoa     |     |
| 28         | DEF        | Álex Díaz       |     |
| 25         | MED        | Elkin Blanco    | 46' |
| 8          | MED        | Rafael Robayo   | 84' |
| 30         | MED        | Yhonny Ramírez  |     |
| 11         | MED        | Dahwling Leudo  | 70' |
| 10         | MED        | Mayer Candelo   |     |
| 17         | DEL        | Dayro Moreno    |     |
| Entrenador | Entrenador | Hernán Torres   |     |

| 21 | MED | Jhon Valoy    | 56' |
| 19 | MED | Farid Díaz    | 74' |
| 18 | DEL | Wilder Guisao | 79' |

| 18 | DEL | Wason Rentería    | 46' |
| 20 | MED | Harrison Otálvaro | 70' |
| 22 | DEL | Yuber Asprilla    | 84' |

| Anotado | 35' | Juan David Valencia | 1-0 |

| Amonestado | 28'   | Alejandro Bernal |
| Amonestado | 58'   | Alexis Henríquez |
| Amonestado | 81'   | Sherman Cárdenas |
| Amonestado | 90'+1 | «Neco» Martínez  |

| Amonestado | 16' | Yhonny Ramírez |
| Amonestado | 34' | Elkin Blanco   |
| Amonestado | 83' | Rafael Robayo  |

| Árbitro             | Ímer Machado     |
| Árbitros asistentes | Humberto Clavijo |
| Árbitros asistentes | Alexander Guzmán |
| Cuarto árbitro      | Juan Pontón      |

| Alineaciones iniciales |

| Bandera de Colombia                      |
| Campeón Atlético Nacional Segundo título |
|                                          |

## Reacciones

### Partido de ida

#### Millonarios
Era un partido que perdíamos 2-0 y lo empatamos, por eso valoré ese aspecto de mis jugadores, para cumplir y empatar ese partido. Nos mostramos que somos capaces. Ojalá no cometamos errores y seamos ordenados (en referencia al juego de vuelta).
Hernán Torres, director técnico.

Una de las claves del partido será no entregarle la pelota a Nacional. Vamos a seguir luchando hasta el final. Nosotros sabemos que es un partido fuerte y de jerarquía, pero, aun así, siempre tratamos de buscar el mejor resultado.
Yhonny Ramírez, mediocampista.

Tenemos que estar más atentos atrás y la que tengamos meterla. Nos toca mejorar en todas las líneas. Ellos estarán presionados por su hinchada.
Yuber Asprilla, delantero que sumó cinco goles en el certamen.

#### Medios de comunicación
Después de tener prácticamente el triunfo en el bolsillo este miércoles ante Millonarios, Nacional volvió a evidenciar fallas en defensa y terminó cediendo un empate 2-2 en el primer duelo de la final de la Copa Postobón.
Diario Vanguardia Liberal, de la capital santandereana, Bucaramanga.

Hubo mucha emoción y terminaron a mano. Millonarios perdía 2-0 con Atlético Nacional de local y finalmente empató 2-2 en la final de ida de la Copa Colombia, en El Campín de Bogotá.
Compartió la cadena deportiva ESPN en su página web en español.

Millonarios resurgió de las cenizas y ahora tendrá que ir por la victoria a Medellín el próximo domingo.
Periódico El Espectador, en referencia a la remontada que logró Millonarios.

### Partido de vuelta

#### Atlético Nacional
El crédito es para todos mis jugadores, tenemos un grupo excepcional de profesionales, extraordinarios jugadores de fútbol, con grandes familias y con una muy buena contribución de todos ellos para lograr nuestros objetivos.
Juan Carlos Osorio, director técnico que consiguió su cuarto título con el equipo «verdolaga».

[...] Lo importante era que se tenía que ganar como fuera. Esto se debe a un cuerpo técnico que trabaja mucho, que no deja escapar ni un mínimo detalle y que nos hace ser protagonistas a la cancha en donde actuamos.
Jefferson Duque, delantero que convirtió uno de los goles del juego de ida.

Ganamos con mérito, así son las finales, con un solo gol se marca la diferencia. Metimos el gol y supimos aguantar el resultado.
Juan David Valencia, autor del gol del último partido.

[...] El equipo compitió bien, no regaló nada y por eso no le dimos tanta oportunidad de gol a ellos. En el segundo tiempo el profe nos dijo que teníamos que trabajar, poner las condiciones, controlarle el juego, que no le diéramos oportunidad de gol a ellos porque iba a ser peligroso para nosotros.
Alexis Henríquez, defensor.

#### Medios de comunicación
Atlético Nacional se consagró campeón de la Copa Postobón, luego de derrotar 1-0 en el de vuelta a Millonarios con un golazo de Juan David Valencia.
El diario antioqueño El Colombiano, tras el final del partido.

La segunda corona verde en la Copa es el justo premio al equipo que mejor hizo las cosas a lo largo de todo el torneo, el que más puntos consiguió y el que mejor terminó manejando un partido que Millonarios le estaba complicando muchísimo.
El periódico bogotano El Tiempo.

Con un solitario gol de Juan David Valencia, los dirigidos por Juan Carlos Osorio celebraron en su casa y ante su hinchada tras un marcador global 3-2 a su favor.
Informó Caracol Radio en su página web oficial.

En un estadio concurrido, los verdolagas celebraron con júbilo lo logrado, luego de un ardiente juego frente a un Millonarios, que pese a esfuerzos, no pudo superar a la defensa antioqueña.
Diario atlanticense El Heraldo acerca de la final.

Millonarios cambió su módulo y puso en problemas a Nacional que se vio incómodo durante el primer tiempo para poder tener la pelota y atacar con su mejor estilo.
Comunicó Terra Networks en su versión colombiana.

La División Mayor del Fútbol Colombiano felicita a Atlético Nacional, por conquistar el título de la Copa Postobón 2013, tras superar a Millonarios uno por cero [...] El equipo antioqueño por su título en este campeonato, se convierte en uno de los representantes de nuestro país para la próxima edición de la Copa Total Sudamericana en 2014.
La División Mayor del Fútbol Colombiano, ente que rige los torneos de clubes del fútbol colombiano, en su página web oficial.

## Incidentes
Antes de dar inicio al encuentro de vuelta se presentaron hechos violentos en las inmediaciones del estadio Atanasio Girardot, cuando el vehículo que transportaba a los jugadores de Millonarios fue amedrentado por aficionados de Atlético Nacional que atacaron con balines y piedras, los cuales golpearon a los jugadores Mayer Candelo, Andrés Cadavid y Wason Rentería, sin embargo, ninguno de los tres sufrió heridas graves; adicionalmente, el bus que transportaba a los futbolistas del equipo «embajador» sufrió daños en sus ventanas. Igualmente, una vez finalizó el encuentro y los jugadores de Millonarios se disponían a salir del recinto deportivo, tuvieron que evacuar en tanquetas de la Policía Nacional de Colombia. Estos hechos generaron consecuencias negativas para Atlético Nacional, quien fue sancionado por la Alcaldía de Medellín y privó al equipo «verdolaga» del uso del Atanasio Girardot para el partido por la segunda fecha de los cuadrangulares semifinales del torneo Finalización 2013. No obstante, el equipo «verde» presentó una apelación contra la sanción que finalmente sería infructuosa y no pudo usar tal estadio para ese partido, consecuentemente tuvo que emplear como local para ese partido el estadio Polideportivo Sur de Envigado.